# عمار أحمد فتح
عمار أحمد فتح هو لاعب كرة قدم سويدي، ولد في 19 فبراير 2004.